# أرماندو نافاريتي
أرماندو نافاريتي (بالإسبانية: Armando Navarrete)‏ هو لاعب كرة قدم مكسيكي في مركز حراسة المرمى، ولد في 22 نوفمبر 1980 في Jacona de Plancarte ‏ في المكسيك. لعب مع تيبورونيس روخوس دي فيراكروز وريال مدريد وزاكاتيبيك ونادي أتلانتي ونادي أطلس ونادي أمريكا ونادي بويبلا ونادي ديبورتيفو تولوكا ونادي نيكاكسا.

## وصلات خارجية
- أرماندو نافاريتي على موقع قاعدة بيانات كرة القدم.إي يو (الإنجليزية)
- أرماندو نافاريتي على موقع Soccerway.com (الإنجليزية)